# Struffelsweiher
Struffelsweiher ist eine Wüstung auf dem Gebiet des Stadtteils Katterbach der Stadt Bergisch Gladbach  im Rheinisch-Bergischen Kreis.

## Lage und Beschreibung
Struffelsweiher war eine Ortslage nördlich von Sträßchen Siefen. Heute ist nichts mehr davon vorhanden.

## Geschichte
Der Ort ist auf der Preußischen Uraufnahme von 1840 als Struffelsweiher verzeichnet. Vorher und nachher ist er auf Messtischblättern regelmäßig nicht mehr abgebildet. 1845 lebten in dem als einzelnes Häuschen kategorisiertem Wohnplatz in der Gemeinde Paffrath, Bürgermeisterei Gladbach, Kreis Mülheim am Rhein neun Einwohner in einem Gebäude.